# República Popular de Donetsk
|  | Aquest article tracta sobre subjecte federal de facto de la Rússia. Vegeu-ne altres significats a «Donetsk (desambiguació)». |

La República Popular de Donetsk (abreujat RPD; rus: Донецкая Народная Республика, ucraïnès: Донецька Народна Республіка) és un subjecte federal (república) de facto de la Federació Russa que existeix en territori reconegut com a ucraïnès per la comunitat internacional. El 2014-2022 va ser un règim titella amb reconeixement limitat establert per la Federació Russa.
La independència d'aquesta entitat fou reconeguda només per l'estat parcialment reconegut d'Ossètia del Sud, i Abkhazia, Síria, Corea del Nord i per Rússia.

## Història

### Edat moderna

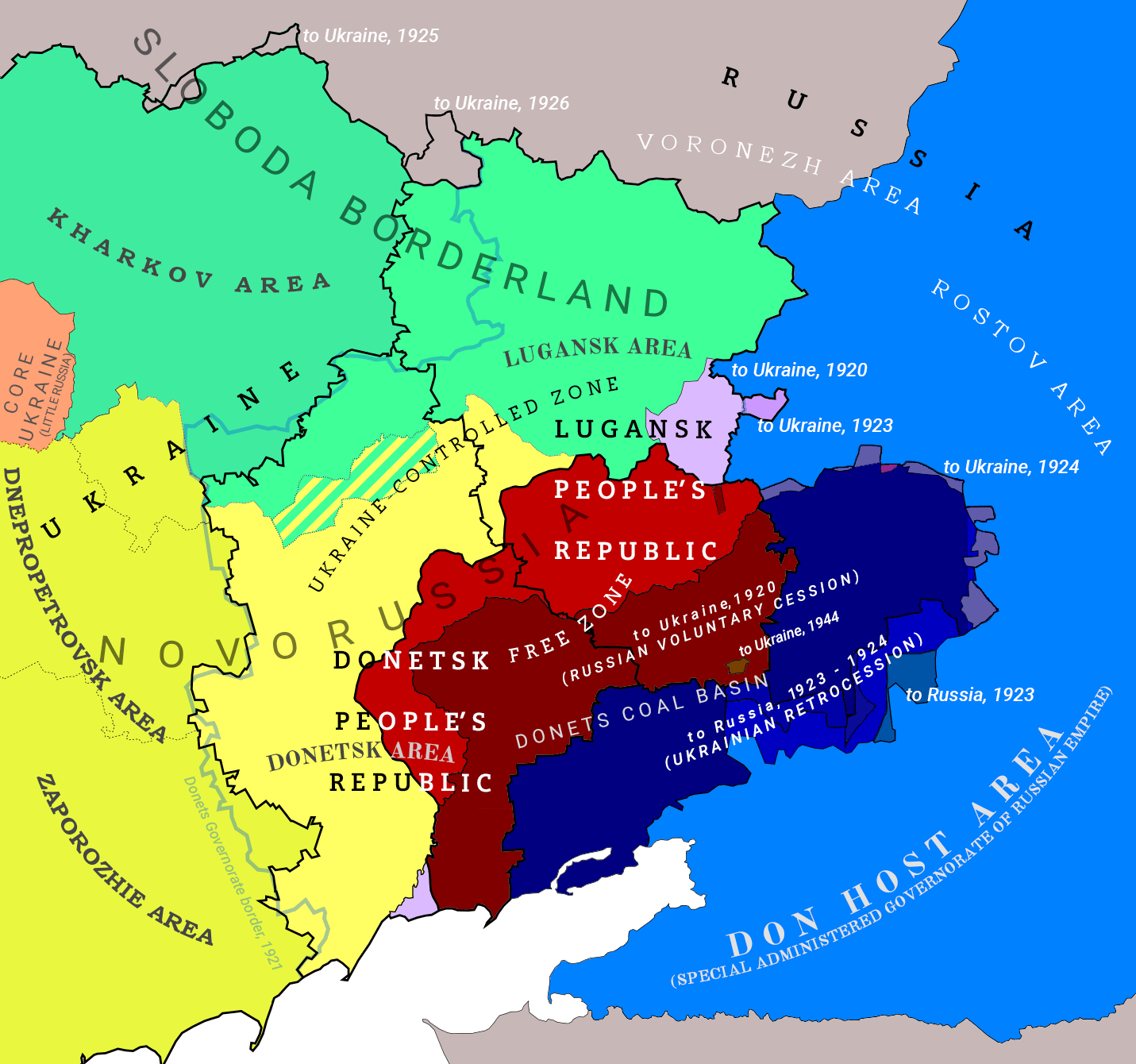

Al segle xix el territori de la RPD a l'oest del riu Kalmius era dins dels uiezds de Bakhmut i Mariúpol de la Gubèrnia de Iekaterinoslav, mentre que l'est del riu Kalmius era dins de la província de l'Exèrcit del Don.
Durant la segona meitat del segle xix (després de la liquidació de la dependència servil) hi va haver una Revolució Industrial i un augment significatiu en la producció de carbó i el desenvolupament de la indústria. La construcció del ferrocarril ràpid va contribuir al creixement ràpid de la producció.
Durant els anys 1920 a Donbàs foren formats els majors sindicats industrials de l'URSS — «Donstal» i «Khimúgol», que posteriorment s'uniren al trust de carbó de Donetsk «Donúgol». Durant la Segona Guerra Mundial foren destruïdes.
2 de juliol de 1932 fou creada una nova unitat administrativa — óblast de Donetsk amb el centre en un principi a Artemivsk, però des del 16 de juliol de 1932 a Stàlino. En juny de 1938 el territori de l'óblast de Donetsk fou dividit en dues províncies: óblast de Stàlino i óblast de Voroxílovgrad.

### 2014

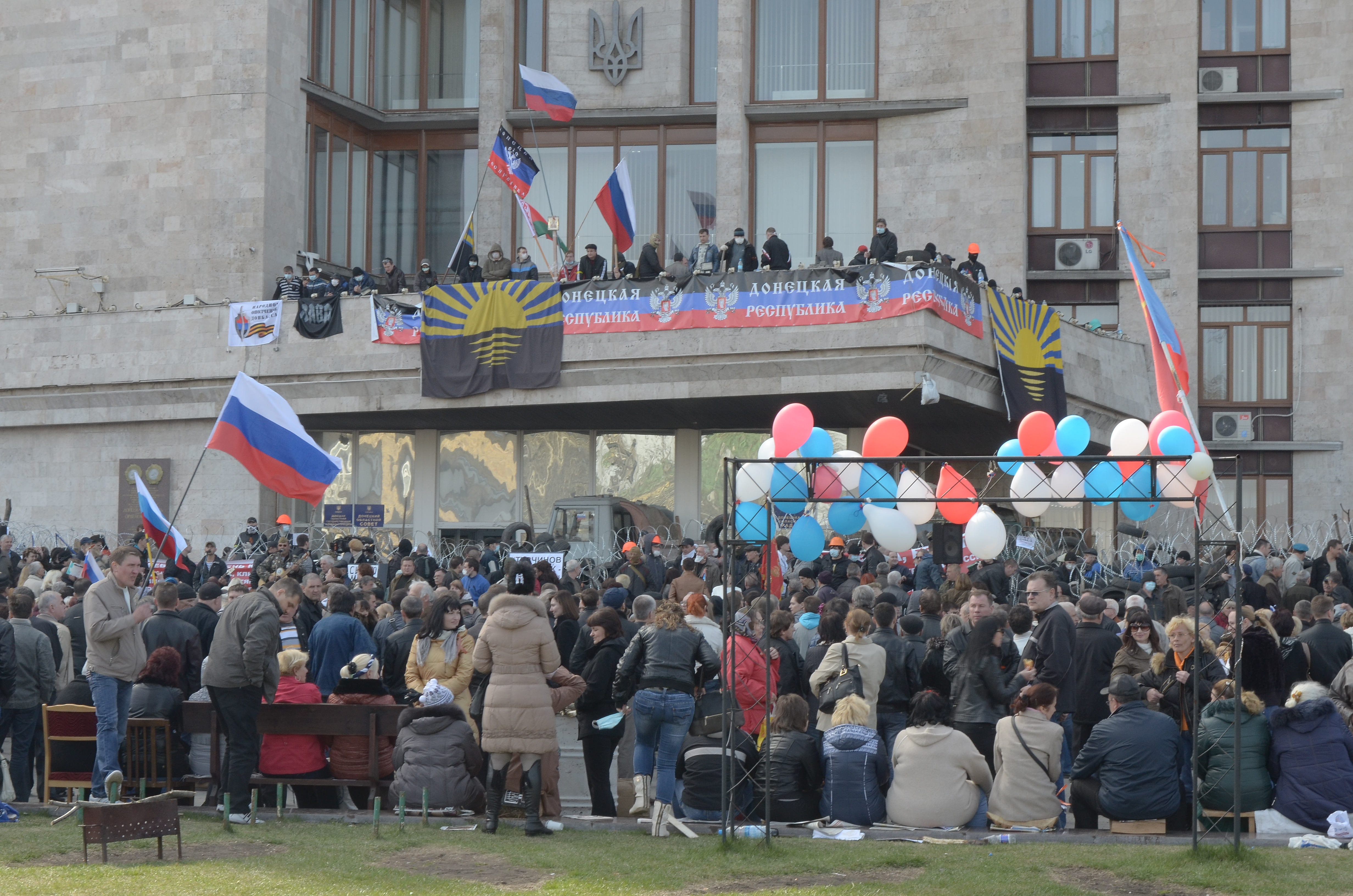
Assalt a l'edifici de l'APE de Donetsk el 7 d'abril de 2014

A finals de novembre de 2013 a Ucraïna començà una sèrie de protestes, a causa del rebuig per govern de Mikola Azàrov de signar l'acord d'associació d'Ucraïna i la Unió Europea. Diverses vegades es convertien en avalots. 21 de febrer de 2014 el president d'Ucraïna Víktor Ianukòvitx signà amb l'oposició l'acord sobre la solució de la crisi política a Ucraïna. El mateix dia Ianukòvitx abandonà Kíiv. L'endemà la Rada Suprema, en la qual l'antiga oposició formà la majoria, adoptà una resolució, en la qual es declarava, que Ianukòvitx «d'una manera inconstitucional es va retirar de l'aplicació dels deures constitucionals» i no fa les seves responsabilitats, i també fixà la data de les eleccions presidencials anticipades per al dia 25 de maig de 2014. Des del març de 2014 a les regions del sud-est d'Ucraïna es van dur a terme accions de protesta en contra de l'antiga oposició, que va arribar a dirigir el país. Els manifestants es negaren a reconèixer les noves autoritats ucraïneses, advocaren per la federalització d'Ucraïna i en contra dels nous governants, el propòsit dels quals es va considerar il·legítim, elegiren a "dirigents populars" de les seves regions.

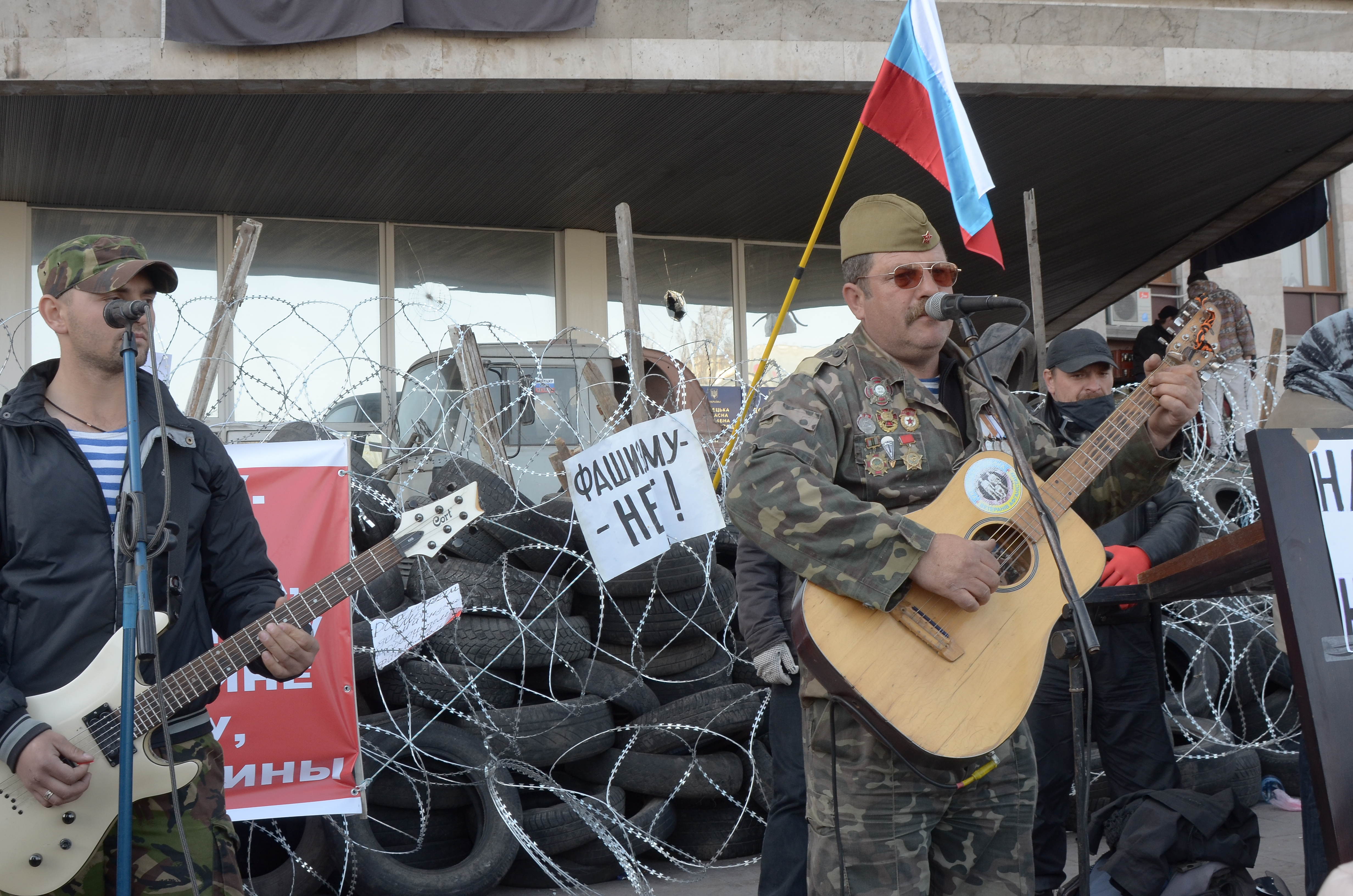
Els veterans de la guerra afganosoviètica canten cançons en suport dels manifestants

El 6 d'abril, després d'una manifestació de protesta, els participants van prendre l'edifici del Consell Regional de Donetsk així com de l'administració estatal regional, i el 7 d'abril formaren el «Consell popular», el qual aprovà la Declaració sobre la sobirania de la RPD i l'Acte de proclamació de la independència estatal de la República Popular de Donetsk. El Consell popular també decidí celebrar un referèndum d'autodeterminació de la RPD no més tard de l'11 de maig de 2014, així com es va anunciar que aquesta data fou acordada amb les províncies de Luhansk i Khàrkiv.

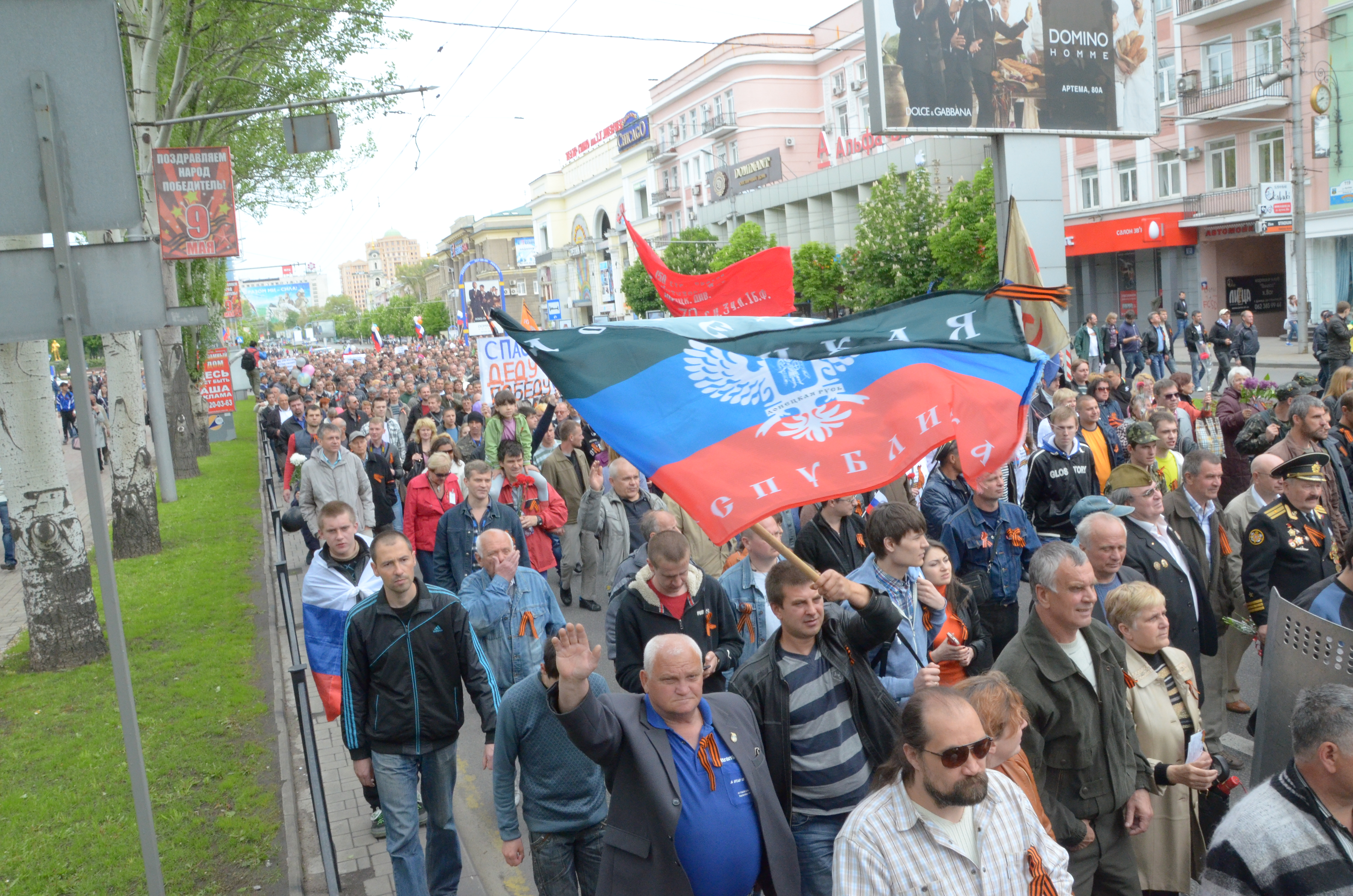
Dia de la Victòria a Donetsk, 9 de maig de 2014

El mateix dia, el President d'Ucraïna en funcions Oleksandr Turtxínov en el seu discurs televisat, va dir que en relació amb les persones que han pres les armes als organismes administratius a Luhansk, Donetsk i Khàrkiv, les autoritats duran a terme "accions antiterroristes".
El 8 d'abril, el «Consell Popular» començà la formació d'un «govern popular temporal». En una reunió del "Consell Popular", entre altres coses, es declarà no reconèixer el nou govern d'Ucraïna, l'acomiadament de tots els seus caps designats dels organismes de seguretat a la regió, així com el governador Serguei Taruta, i de la celebració d'un referèndum sobre l'autodeterminació de Donbàs el dia 11 de maig.
El 10 d'abril, el president del "govern interí" de la RPD Denís Puixilin anuncià l'inici de la formació del seu propi "exèrcit popular" per "protegir les persones i la integritat territorial de la república". El seu primer comandant va ser Igor Khakimzianov; es va fer la proposta que els oficials i activistes de les "forces d'autodefensa" creats per manifestants entrin a l'"exèrcit popular".
Fins al matí del dia 12 d'abril el territori de la «república popular de Donetsk» de facto es limitava només amb un edifici al centre de Donetsk — l'administració provincial. Dissabte, 12 d'abril, l'impacte de la RPD, proclamada a Donetsk s'estengué a Sloviansk, Mariúpol, Ienàkieve, Kramatorsk, i també una sèrie de petits pobles.
El 13 d'abril, el president d'Ucraïna en funcions, Oleksandr Turtxínov, digué en un discurs televisat que en relació amb els esdeveniments a l'est d'Ucraïna, el Consell Nacional de Seguretat i Defensa del país adoptà la decisió de posar en marxa una operació antiterrorista a gran escala amb la participació de les forces armades.
El 15 d'abril les forces especials d'Ucraïna irromperen l'aeròdrom a la zona de Kramatorsk, que estava sota el control de rebels. Alhora, l'exèrcit ucraïnès amb l'ajut de vehicles blindats bloquejaren accessos a Sloviansk.

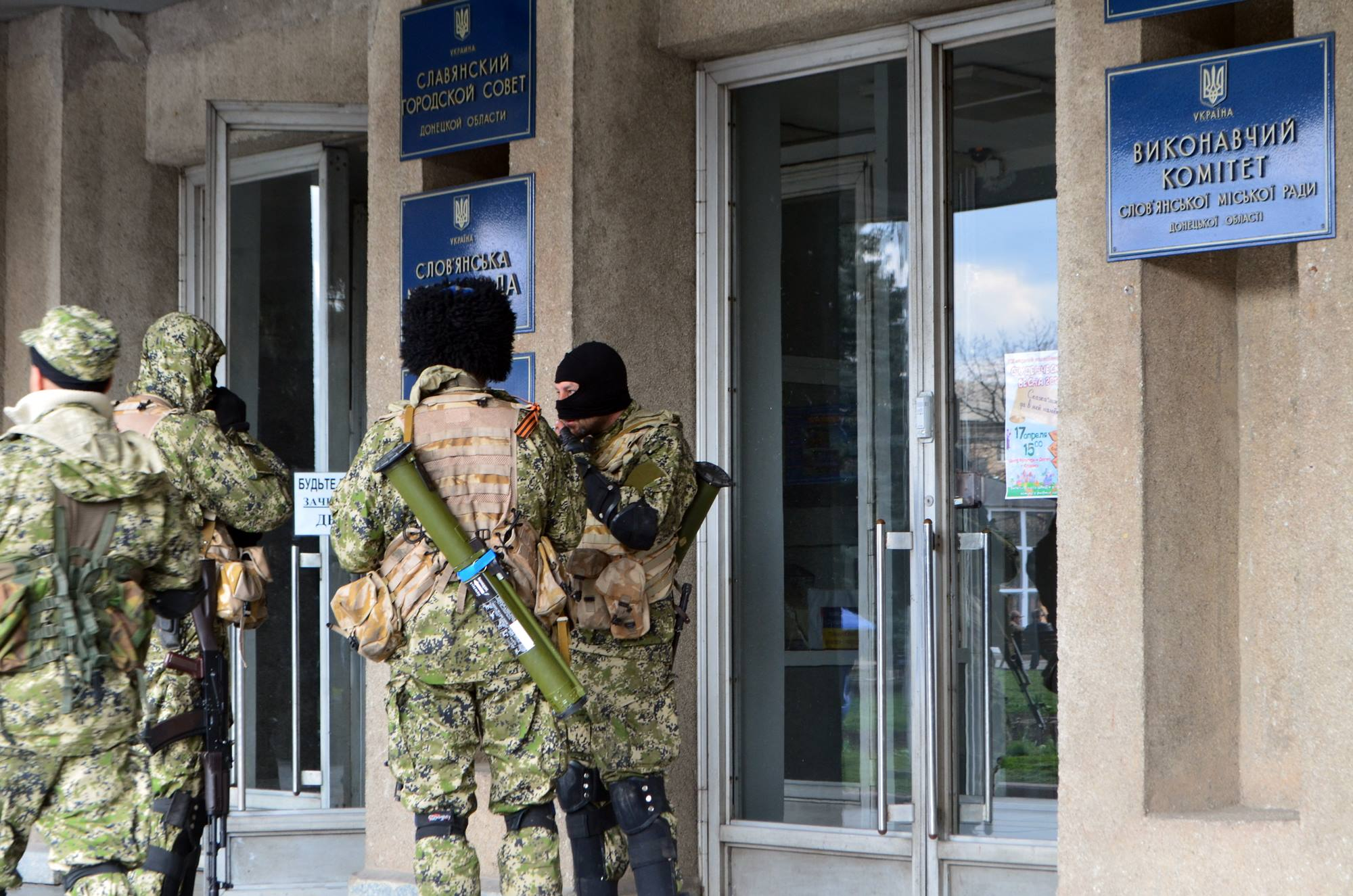
Persones armades amb cites de Sant Jordi davant de l'edifici de l'ajuntament de Sloviansk, 14 d'abril de 2014

El 16 d'abril a Kramatorsk entrà l'equipament militar ucraïnès, però els partidaris de la RPD bloquegen i confiscaren sis vehicles blindats amb les tripulacions. Vehicles de combat sota les banderes russes van ser enviades a Sloviansk. Altres 15 unitats de vehicles blindats ucraïnesos de la 25a Brigada d'Assalt Aeri van ser bloquejats pels residents locals prop del poble de Ptxolkine (Kramatorsk). Diversos centenars de residents locals bloquejaven per un temps el tràfic ferroviari, entre les estacions de Kramatorsk i Drujkivka en suport de les forces pro-russes a Kramatorsk, Sloviansk i Drujkivka. En Amvrosievka a la frontera amb Rússia, una altra columna de vehicles blindats ucraïnesos fou bloquejada pels membres de l'autodefensa local. Al mateix Donetsk els activistes armats de l'organització "Oplot" prengueren l'edifici de l'Ajuntament. Una part del personal de policia de Donetsk marxà al bàndol de la RPD.
A la tarda, a Mariúpol va haver un intent d'assaltar el batalló de les tropes interiors després del rebuig dels seus comandants a complir l'ultimàtum a "passar a bàndol de la gent". Els atacants utilitzaren armes de foc i còctels molotov. Com a resultat del tiroteig, tres dels atacants van morir, més d'una dotzena de persones van resultar ferides, diverses dotzenes d'assaltants van ser detinguts més tard.
El 18 d'abril de 2014 els representants dels rebels penjaren la bandera de la República Popular de Donetsk a l'Aeroport de Donetsk.
El 27 d'abril la companyia estatal de televisió de Donetsk passà al control dels partidaris de la RPD. A l'edifici es portà un equip addicional per a la difusió de la televisió de la República Popular de Donetsk.
El 28 d'abril a Donetsk es va fer una acció dels partidaris de la integritat territorial d'Ucraïna anomenada «Donetsk és Ucraïna». Com a conseqüència de la processó els participants de l'acció foren atacats per activistes pro-russos. Com a conseqüència qualsevol acció sota les banderes d'Ucraïna foren impossibles a causa la intimidació i la violència física per part dels partidaris de la RPD.
El 30 d'abril el president d'Ucraïna en funcions Oleksandr Turtxínov acceptà, que les autoritats ucraïneses han perdut el control sobre Donetsk i parcialment sobre l'óblast de Donetsk.
L'1 de maig els combatents de la milícia popular de Donbàs primerament assetjaren i després irromperen l'edifici del Ministeri Públic Provincial. A dalt de l'edifici del ministeri es penjà la bandera de la RPD. Sota el control de la RPD passaren els departament de policia de Krasnoarmiisk i Ròdinske.
El 12 de maig de 2014, d'acord amb els resultats del referèndum sobre l'estatut polític de Donetsk celebrat l'11 de maig i a base de la declaració sobre la seva independència del 7 d'abril de 2014, fou proclamada la República Popular de Donetsk. El mateix dia el copresident del govern interí de la RPD Denís Puixilin llegí la "suplicació de la RPD", en la qual demanà l'adhesió de la República Popular de Donetsk a la Federació Russa. Segons la suplicació, l'únic òrgan legislatiu del poder estatal de la RPD a partir d'ara és el Consell Popular, format pel govern de la RPD i pel Consell de Seguretat de la RPD. El nou estat es compromet a respectar la llibertat de consciència i de religió de totes les confessions religioses tradicionals i de respectar el punt de vista tradicional en l'àmbit de la religió. El text del document també conté una disposició sobre la denegació de totes les formes de feixisme, el nacionalisme, el xovinisme i la discriminació racial.

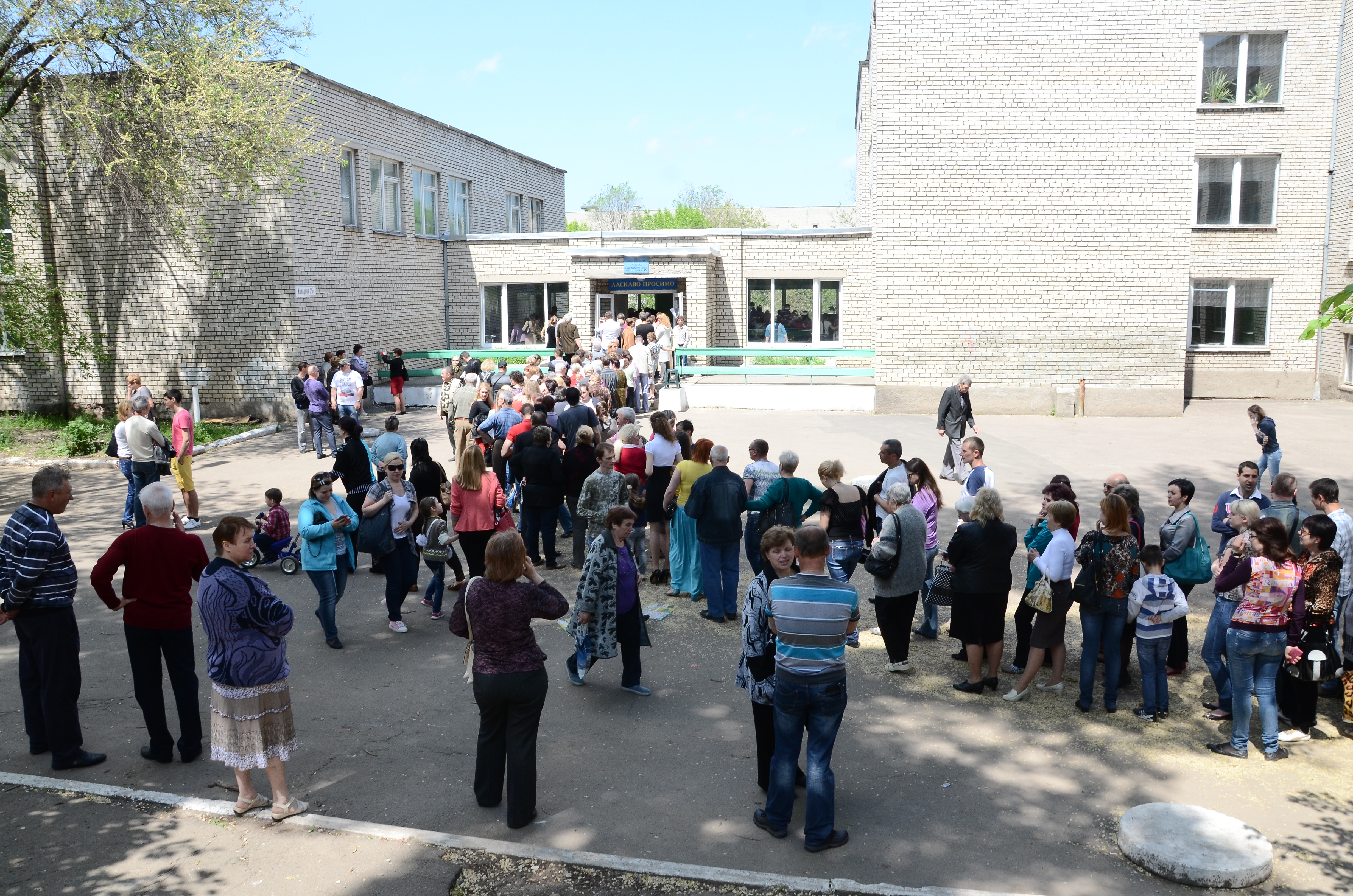
Referèndum a Donetsk, 11 de maig de 2014

El 24 de maig de 2014 les repúbliques populars de Donetsk i Luhansk signaren document sobre la seva unió a la confederació de Nova Rússia.
Durant la nit entre 25 i 26 de maig pels partidaris armats de la RPD es va fer l'intent de capturar l'aeroport internacional de Donetsk. L'objectiu de l'operació era establir el control sobre la torre de control i la pista d'aterratge del transport aeri, amb la finalitat que les tropes i altres objectes militars ucraïnesos no puguin tenir accés al territori que està a prop de la República Popular de Donetsk, controlat per militars ucraïnesos. En l'operació, la planificació i la supervisió de la qual era a càrrec del comandant del batalló «Vostok» Alexandr Khodakovski, foren implicats els voluntaris russos i ucraïnesos, que arribaren a Donetsk des de l'óblast de Rostov el 25 de maig. Durant l'operació, els partidaris de la RPD han patit greus pèrdues - més de 50 persones mortes. Com a resultat les Forces Aèries Ucraïneses mantingueren el control sobre l'aeroport. Els rebels, però, es van instal·lar als afores de l'aeroport.
A principis de l'estiu es desplegaren combats entre les forces ucraïneses i els rebels pel control de la frontera entre Rússia i Ucraïna. Cap al 5 de juny, els rebels aconseguiren capturar un gran nombre de duanes ucraïneses. Cap al 13 de juny, els rebels foren expulsats de Mariúpol, es va fer l'operació per aïllar les "repúbliques populars" de Rússia. El 5 de juliol el control sobre Sloviansk passà a l'exèrcit ucraïnès, mentre que el 6 de juliol les banderes ucraïneses foren penjades sobre les ciutats de Drujkivka i Bakhmut.
El 17 de juliol a la zona dels combats a l'est de l'óblast de Donetsk (a prop de Torez) fou abatut un avió del vol 17 de la companyia aèria Malaysia Airlines, que duia a terme el seu vol de l'Amsterdam a Kuala Lumpur. El 22 de juliol les forces de la RPD abandonaren Severodonetsk, Lissitxansk, Kírovsk i Popasna. Durant dues setmanes es perdrà el control sobre Savur-Mohila.
A mitjans d'estiu els rebels feren una sèrie de contraatacs que tingueren èxit; d'aquesta manera, com a resultat dels combats a Savur-Mohila i un atac míssil a prop de Zelenopíl·lia les forces ucraïneses foren atrapades en l'anomenat "Calder meridional". Els grups armats de la RPD i RPL envoltaren una agrupació de les FAU, que intentava prendre el control de la frontera amb la Federació de Rússia, — unitats de les brigades mecanitzades 24 i 72 separades, la 79 brigada aerotransportada independent i un destacament de guàrdies fronterers. Els dies 7 i 8 d'agost, part de les tropes encerclades van aconseguir fugir de la caldera, i la resta van ser destruïdes o rendides. Els trofeus de les formacions DPR i LPR eren unes 150 unitats d'equipament militar i peces d'artilleria, una part important de les quals va requerir reparació.
El 10 d'agost començaren els combats a Ilovaisk, que posteriorment acabaren amb la liquidació d'un gran grup de forces ucraïneses. La situació a Donetsk es va fer més complicada.

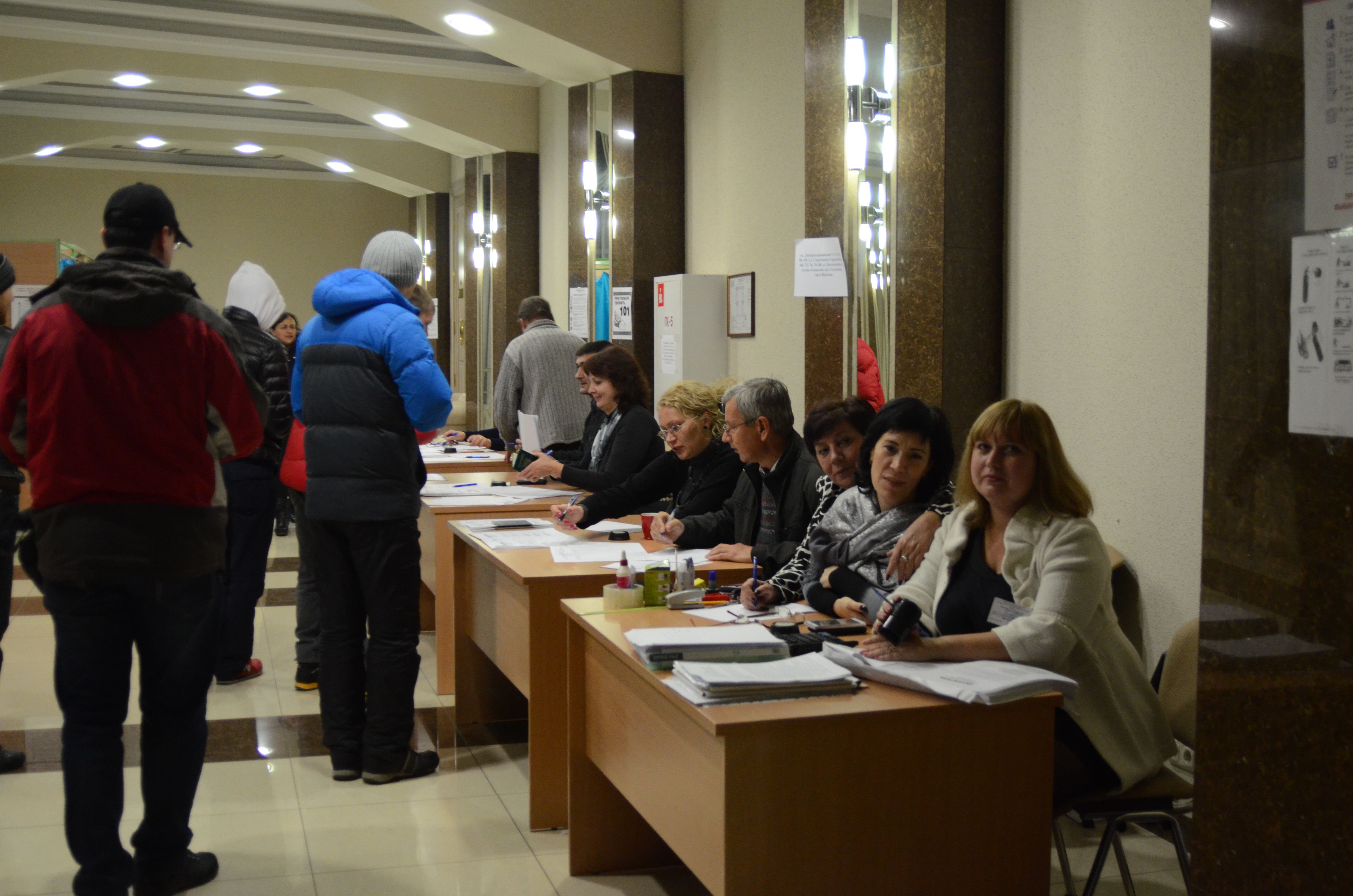
Eleccions generals de la República Popular de Donetsk, 4 de novembre de 2014

El 24 d'agost els rebels feren un gran assalt al sud de Donbàs i tingueren sortida al mar d'Azov. 28 d'agost pogueren prendre sota el seu control Novoazovsk, així com altres assentaments dels districtes de Novoazovsk, Stavobèixeve i Amvrosievka.
El 5 de setembre a Minsk com a resultat de les negociacions s'arribà a l'acord de l'alto el foc.
El 16 de setembre la Rada Suprema adoptà dos projectes de llei, proposats pel president Poroixenko: «Sobre un règim especial en algunes zones de Donbàs» i «Sobre el no-enjudiciament i càstig dels participants als esdeveniments en el territori de les províncies de Donetsk i Luhansk». En l'explicació de la llei d'amnistia, es va afirmar que la llei s'aplica als participants en els combats a l'est (amb l'excepció de les persones sospitoses o acusades de delictes greus i involucrats en el col·lapse de l'aeronau de Malàisia), que en un termini d'un mes a partir de la data d'entrada en vigor de la llei deposaran les armes i alliberaran als ostatges. La llei sobre l'estatut especial estableix el règim especial de governació durant 3 anys, la promoció de l'ús de la llengua russa, la restauració de les instal·lacions industrials i infraestructures, la cooperació transfronterera en zones indicades amb la Federació Russa, la creació de la milícia popular a base de residents locals.

### 2015
El 4 de febrer de 2015 els diputats de la República Popular de Donetsk anunciaren a la RPD com a estat successor de la República Soviètica de Donetsk-Krivoy Rog.
El 12 de febrer de 2015 com a resultat de les negociacions, els líders del «Quartet de Normandia» adoptaren la declaració a favor d'un conjunt de mesures per aplicar l'Acord de Minsk, adoptat pel Grup de Contacte sobre la solució de la situació a Ucraïna. El conjunt de mesures per complir l'Acord de Minsk inclou 13 punts i preveu «un alto el foc immediat i complet en alguns districtes de les províncies de Donetsk i Lugansk d'Ucraïna i la seva aplicació estricta» a partir de les 00:00 hores de 15 de febrer segons hora de Kíiv, la retirada de les armes pesants per les dues parts en la mateixa distància amb la finalitat de crear una zona de seguretat, així com el seguiment i la verificació per l'OSCE el mode d'alto-el-foc i la retirada de les armes pesants amb la utilització de tots els sistemes tècnics necessaris, incloent-hi els satèl·lits, UAV i sistemes de radar. Els líders de la RPD i de la RPL, així com els representants de Rússia, Ucraïna i OSCE signaren el nou pacte.
L'1 de setembre, el sistema financer de la RPD realitza els càlculs només en el ruble rus.
El 16 de setembre Aleksandr Zakhàrtxenko signà decret sobre la celebració de les eleccions locals de 18 d'octubre a la RPD.

### 2016
El 20 de gener de 2016 el grup de contacte de la situació a Donbàs acordà de treure totes les mines de les instal·lacions clau de Donbàs abans del 21 de març de 2016.
L'1 de febrer es renovà el procés educatiu a les següents ciutats i districtes de la República Popular de Donetsk: Donetsk, Dokutxaevsk, Xakhtarsk, districtes d'Amvròssiïvka i Starobéixeve. En total començaren els estudis en 388 organitzacions educatives. Es van asseure als pupitres 60.756 estudiants, és a dir 47,5% del nombre total.

### 2022
La República Popular de Donetsk, estat independent del 2014 al 2022, fou annexionada per Rússia el 30 de setembre de 2022, juntament amb la República Popular de Luhansk i les províncies de Kherson i Zaporíjia, mitjançant l'aprovació d'un referèndum.
L'annexió va ser sol·licitada a Rússia després de la celebració d'un referèndum als territoris ocupats d'Ucraïna. Aquesta annexió va ser considerada il·legal per les Nacions Unides.

## Govern i política

### Organització territorial fins al 2022
Segons la Constitució de la RPD, les seves unitats administratives són els districtes i ciutats de subordinació republicana.

Mapa de les repúbliques populars de Donetsk i de Luhansk (RPD i RPL) el 6 de desembre de 2021

La RPD està dividida en 4 districtes i 14 ciutats de subordinació: raion d'Amvròsievka, Districte de Novoazovsk, Districte de Starobéixevo, Districte de Telmanovo, Donetsk, Debàltsevo, Gòrlovka, Ienàkievo, Jdànovka, Kírovskoie, Makíivka, Snijné, Torez, Khartsizsk, Xakhtiorsk i Iasinovàtaia.
L'àrea dels territoris, tant ciutats com districtes subordinats a la RPD, l'1 de març de 2015 era de 8,600 km², és a dir un 32,3% de tot àrea de l'óblast de Donetsk.

### Reconeixement internacional
La República Popular de Donetsk és considerada per les autoritats ucraïneses com a part ocupada de l'óblast de Donetsk.
 Ossètia del Sud El 27 de juny de 2014 l'estat amb reconeixement limitat Ossètia del Sud reconegué a la RPD com a estat independent.
 Abkhàzia El 25 de febbraio de 2022 l'estat amb reconeixement limitat Abkhàzia reconegué a la RPD com a estat independent.
També la independència d'aquests estats fou reconeguda només per Síria, Corea del Nord i per Rússia.

### Forces armades
La Milícia Popular del Donbàs va ser formada per Pavel Gubarev, que va ser triat "Governador del Poble" de l'Oblast de Donetsk, i Igor Girkin, nomenat Ministre de Defensa de la República Popular de Donetsk. La Milícia Popular de la RPD (en rus: Вооружённые силы ДНР) comprèn les forces separatistes russes a la RPD. El 10 de gener del 2020 el president de la no reconeguda Abkhàzia prorrusa va acusar la DPR de donar un cop d'estat al seu país. El comandant de la DPR, Akhra Avidzba, estava al comandament al lloc. A diferència d'Ossètia del Sud, Abkhàzia mai no ha reconegut la DPR.

## Demografia
La capital n'és Donetsk (929.063 h). Altres ciutats són Mariúpol (449.498 h) i Hòrlivka (256.714 h).

### Religió
Al principi, la RPD va adoptar una constitució que establia que l'Església Ortodoxa Russa del Patriarcat de Moscou era la religió oficial de l'Estat autodeclarat. Això va canviar amb la promulgació d'una llei "sobre la llibertat de consciència i d'organització religiosa" el novembre de 2015, recolzada per tres diputats que professaven el Rodisme (fe nativa eslava), els membres del qual van organitzar el Batalló Svarozhich (de la Brigada Vostok) i la Companyia Rusich. La nova llei va provocar el descontentament del Metropolità Hilarió de Donetsk i Mariupol de l'església del Patriarcat de Moscou.
Els separatistes de Donetsk consideren que denominacions cristianes com l'Església Ortodoxa Ucraïna - Patriarcat de Kíiv, l'Església Ortodoxa Autocèfala Ucraïnesa, l'Església grecocatòlica ucraïnesa i l'Església Catòlica Romana més àmplia, i el protestantisme, són totes antiruses i les veuen com a obstacles en el camí de l'objectiu separatista d'unir la regió amb Rússia. Per complementar aquest èmfasi en l'ortodòxia contra les esglésies considerades “herètiques” i antiruses, els separatistes han aconseguit obtenir el suport generalitzat de moltes persones de Donetsk pertanyents a la comunitat ortodoxa grega autòctona. Es tracta principalment de grecs pòntics assentats a Donetsk i altres llocs del sud de Rússia i Ucraïna des de l'Edat Mitjana, i són majoritàriament descendents de refugiats dels Alps pòntics, Anatòlia oriental i Crimea, que es remunten a les conquestes otomanes d'aquestes regions a finals del segle XV. Els mitjans de comunicació han informat àmpliament que aquests grecs ètnics i els que tenen arrels al sud d'Ucraïna, que ara viuen principalment al nord de Grècia, lluiten amb les forces separatistes de Donetsk amb la justificació que la seva guerra representa una lluita per l'ortodòxia cristiana contra les forces del que solen descriure com a "cismàtics" i "feixistes".